# Каска (индейцы)
Каска (англ. Kaska) или Каска Дена (англ. Kaska Dena) — канадский индейский народ. Проживают в основном в Северной Британской Колумбии и на юго-востоке Юкона. Язык — каска — относится к группе атабаскских языков.
Существуют следующие общины Каска Дена: 
- Юкон:
  - Росс-Ривер[англ.] (Росс-Риверский совет Дена[англ.])
  - Уотсон-Лейк и Аппер-Лиард[англ.] (Первая нация реки Лиард[англ.])
- Британская Колумбия:
  - Гуд-Хоуп-Лейк[англ.] (Первая нация реки Диз[англ.])
  - Лоуер-Пост[англ.] (Первая нация Лоуер-Пост[англ.])
  - Форт-Уэр[англ.] (Первая нация Квадача)

Также Каска Дена проживают в общинах Британской Колумбии Файрсайд и Мунчо-Лейк, между Уотсон-Лейк и Форт-Нельсоном, вдоль Аляскинского шоссе.
Существует мнение, что название города-призрака Кассиар происходит от названия народа каска; по другим версиям, этот топоним произошёл от слова из языка каска, означающего либо чёрную птицу, либо залежи асбеста.
В 2005 году французским режиссёром Джо Берандже (фр. Jo Béranger) был снят фильм Один из многих (англ. One of many}. Главный герой этого фильма — Салли Тисина, человек из народа каска, ищущий свою культурную самобытность.